# 968

## Události
- první zmínka o trubkovém telefonu (Čína)
- založení biskupství v Poznani

## Narození
- ? – Kazan, japonský císař
- ? – Romanos III. Argyros, byzantský císař

## Úmrtí
- ? – Abú Firás al-Hamdání, princ i arabský básník ze Sýrie (* 932)

## Hlavy států
- České knížectví – Boleslav I. nebo Boleslav II.
- Papež – Jan XIII.
- Svatá říše římská – Ota I. Veliký
- Anglické království – Edgar
- Skotské království – Cuilén
- Polské knížectví – Měšek I.
- Východofranská říše – Ota I. Veliký
- Západofranská říše – Lothar I. Francouzský
- Magdeburské arcibiskupství – Adalbert (968 – 981)
- Uherské království – Takšoň
- První bulharská říše – Petr I. Bulharský
- Byzanc – Nikeforos II.